# 2002 AA29

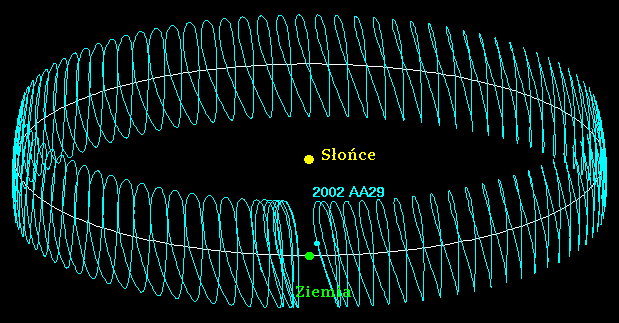
Orbita planetoidy 2002 AA_{29} względem orbity Ziemi

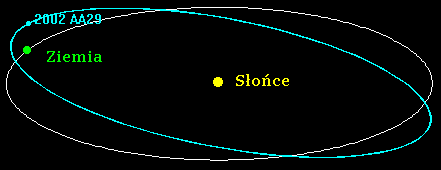
Inklinacja orbity planetoidy względem orbity Ziemi

2002 AA29 – mała planetoida z grupy planetoid bliskich Ziemi, została ona odkryta 9 stycznia 2002 roku w programie automatycznego przeszukiwania nieba LINEAR (Lincoln Near Earth Asteroid Research). Średnica tego ciała to 50-110 metrów. Okrąża ono Słońce po prawie kołowej orbicie, bardzo zbliżonej do ziemskiej, która mieści się w większości wewnątrz orbity Ziemi, przecinając ją w aphelium. Z powodu takiej trajektorii planetoida klasyfikowana jest jako członek grupy Atena. Inną szczególną cechą tego obiektu jest to, iż średni okres jego obiegu równa się dokładnie rokowi syderycznemu. Oznacza to, że ciało to pozostaje we wzajemnym oddziaływaniu z Ziemią, gdyż orbita jego może być stabilna tylko w pewnych określonych warunkach. Dotychczas nie jest znanych wiele planetoid będących w rezonansie 1:1 z Ziemią. Pierwszą była odkryta w 1986 roku (3753) Cruithne. Planetoidy pozostające w rezonansie 1:1 z jakąś planetą określa się mianem obiektu koorbitalnego, bo podążają za orbitą planety. Najsłynniejszymi takimi planetoidami są obiekty trojańskie, które znajdują się w punktach Lagrange'a L4 i L5 niektórych planet. 2002 AA29 nie jest jednak jednym z nich. Znajduje się on na tak zwanej orbicie w kształcie podkowy wzdłuż trajektorii Ziemi.

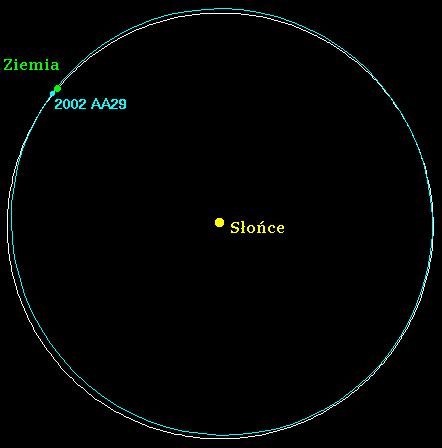
Planetoida jest obiektem koorbitalnym względem Ziemi

Porównanie orbity planetoidy 2002 AA_{29} z orbitą Ziemi